# Choi Tae-joon
Choi Tae-joon (en hangul, 최태준; Seúl, 7 de julio de 1991) es un actor y modelo nacido en Seúl. Inició su carrera desde niño, a los 10 años, como actor infantil en el drama Piano. Fue protagonista en producciones juveniles como Puberty Medley y Eclipse. Ha sido nominado a diversos premios y ha ganado en seis ocasiones, entre esas Mejor Actor Joven 2014, y Mejor Villano 2017 en los Korea Drama Awards, Mejor Personaje 2017 en los Asia Artist Awards y Mejor actor secundario en los KBS Drama Awards 2024. Adquirió fama internacional al ser el protagonista del exitoso  webtoon Rom-Com convertido en serie de TV, Entonces me casé con la antifan.

## Biografía
Nació en Seúl, capital de Corea del Sur, dentro de una familia de políticos y empresarios.
Cuando tenía 10 años fue escogido junto a la niña Park Eun-bin, para realizar una ceremonia política en la frontera entre Corea del Norte y Corea del Sur. Debido a eso, ambos actores infantiles aparecieron en los titulares coreanos, y en noticieros internacionales como CNN, BBC y NHK.  La ceremonia fue realizada para simbolizar la paz fronteriza entre las Líneas Gyeonggi y Donghae.
Al culminar la escuela secundaria, estudió en la Universidad Chung-Ang donde obtuvo el Master's Degree en Teatro.
Es muy buen amigo del rapero surcoreano Zico y de los actores Ji Chang-wook, Nam Joo-hyuk, Choi Si-won, Kim Bum, Namkoong Min y Kim Rae-won. También de los cantantes Chanyeol y D.O. de Exo, al igual que Lee Jong-hyun
Su mejor amiga es la actriz Lee Sung-kyung con quien se conoce desde que eran niños ya que sus familias vivían cerca. Las actrices y cantantes Lee Ji-eun conocida como IU, Lee Hye-ri, Lee Sun-bin, y Sooyoung también son sus amigas.
El 1 de agosto de 2019 inició su servicio militar obligatorio, el cual finalizó el 18 de mayo de 2021.

## Vida personal
Desde finales de 2017 inició una relación sentimental con la actriz surcoreana Park Shin-hye.
En noviembre de 2021 se anunció que la pareja se había comprometido y que estaban esperando a su primer bebé, un niño.
El 22 de enero de 2022, Choi Tae Joon se casó con Park Shin Hye en una lujosa ceremonia privada en una iglesia en Seúl, tras casi cinco años de relación. Asistieron los familiares y muchas figuras del entrenamiento coreano, entre cantantes, actores, modelos y presentadores de televisión. La ceremonia fue seguida a través de las redes sociales y el público y la prensa han considerado el evento como "la boda del año".
Posterior a la boda, amigas cercanas de Shin Hye organizaron una revelación de género, donde se reveló a través de la plataforma You Tube que el bebé sería un varón.El 31 de mayo de 2022, en el Hospital de Seúl, nació su hijo.
En febrero de 2024, durante una sesión en vivo de la estrella de la boy band surcoreana EXO, Chanyeol, el cantante accidentalmente reveló el nombre del hijo de Choi Tae-Joon, quien acababa de unirse a la sesión, dando así a conocer que el nombre es 'Joowon'.

## Moda
Desde niño apareció en comerciales para la televisión local. Ya mayor de edad, Tae-Joon fue seleccionado para diversas sesiones fotográficas, entre ellas, para "Beauty+" Magazine, Buckaroo, Calvin Klein, entre otros.
Ha sido modelo de famosas revistas como Cosmopolitan, The Celebrity Magazine, Norae Magazine, y Singles Magazine, por citar algunos ejemplos. Igualmente, ha sido modelo de videos musicales de grupos de K-Pop.
También es embajador de diversas marcas comerciales de moda entre ellas, Nike. Para la marca Buckaroo Jeans fue elegido como modelo exclusivo junto a la cantante y actriz Seolhyun de AOA, con quien trabajó en una producción televisiva.

## Carrera
Es miembro de la agencia Studio Santa Claus Entertainment. Previamente formó parte de las agencias "Huayi Brothers" (화이브라더스코리아) y "MM Entertainment".
En noviembre del 2012 realizó una actuación especial junto a la actriz Park Shin Hye en el primer capítulo del drama  The King of Dramas.
En el año 2014 obtuvo el Premio al Mejor Actor Joven, por su rol protagónico en el drama Mother’s garden.
En enero del 2015 apareció por primera vez como invitado en el exitoso programa de televisión surcoreano Running Man (también conocida como "Leonning maen"), donde formó equipo junto a Lee Kwang-soo, Hong Jong-hyun, Seo Kang-joon, Nam Joo-hyuk y Seo Ha-joon. En el 2017 volvió a aparecer como invitado en la serie ahora formando equipo con Song Ji-hyo.
El 29 de agosto del 2016 se convirtió en uno de los presentadores permanentes del programa coreano Hello Counselor después de aparecer por dos semanas como invitado a finales de agosto del mismo año. Su última aparición fue el 4 de septiembre del 2017.
Ese mismo año se unió a la segunda temporada del programa Celebrity Bromance, donde apareció junto al rapero Zico. También se unió a la cuarta temporada del programa de espectáculo de variedades We Got Married donde participó junto a la cantante Bomi.
En el año 2017, Tae Joon ganó el premio al Mejor Villano por la serie Missing 9.
A finales de marzo de ese mismo año se anunció que se había unido al elenco del drama Suspicious Partner (el drama fue previamente conocido como "Be Careful of This Woman"), donde interpretó al abogado Ji Eun-hyuk, hasta el final de la serie en julio del mismo año. En la serie comparte créditos con su amigo el actor Ji Chang-wook.
En abril del 2018 se anunció que se había unido al elenco principal de la serie The Undateables (también conocida como "Handsome Guy and Jung-eum") donde dio vida al doctor Choi Jun-soo, el mejor amigo de Jung Eum (Hwang Jung-eum).
El 30 de abril de 2021 apareció como el protagonista principal de la serie Entonces me casé con la antifan, donde interpretó a Hoo Joon. La serie, que había sido filmada en 2018, se convirtió en un fenómeno televisivo del 2021 e impulsó aún más la popularidad de Choi Tae Joon y de Sooyoung, así como la cantidad de seguidores del webtoon. El OTS (Banda Sonora) de la serie es considerado uno de los mejores de los últimos tiempos de una serie coreana, en el cual Tae Joon participa cantando dos temas, “Bittersweet” y “Pop Star”.
El 30 de diciembre del mismo año apareció en la serie The Man's Voice donde dio vida Baek Tae-hwa, el copiloto de una aerolínea, que tiene una personalidad naturalmente dulce y es el dueño del gato.
El 27 de febrero de 2022 apareció como invitado durante el quinto episodio de la serie Veinticinco, veintiuno, donde dio vida a Jeong Ho-jin, un miembro del equipo nacional de esgrima.
En 2023 participó como artista invitado en la serie Island, estrenada en Amazon Prime Video. Allí dio vida en dos capítulos a Kang Chan-Hee, hermano mayor del personaje interpretado por el protagonista, Cha Eun-woo.
En 2024 participó como invitado especial en la exitosa serie Chaebol X Detective, también conocida como Flex x Cop, interpretando a Ha Nam-Su.

## Filmografía

### Series de televisión
| Año  | Título                          | Personaje           | Notas                     | Ref.                 |
| ---- | ------------------------------- | ------------------- | ------------------------- | -------------------- |
| 2001 | Piano                           | Kyung Ho            | 16 episodios              |                      |
| 2002 | Magic Kid Masuri                | Min Hoo So          | 10 episodios              |                      |
| 2012 | The Great Seer                  | Prince Lee Bang Won | 35 episodios              |                      |
| 2012 | The King of Dramas              | Oh In Sung          | Aparición especial, 1 ep. |                      |
| 2013 | Padam Padam                     | Im Jung             | 20 episodios              |                      |
| 2013 | Adolescence Medley              | Lee Yeok-ho         | 4 episodios               |                      |
| 2014 | Mother's Garden                 | Cha Ki-joon         | 126 episodios             |                      |
| 2015 | The Girl Who Sees Smells        | Det. Ye Sang-gil    | 16 episodios              |                      |
| 2015 | All About My Mom                | Lee Hyung-soon      | 54 episodios              |                      |
| 2016 | The Flower in Prison            | Cap. Sung Ji-heon   | 51 episodios              |                      |
| 2017 | 109 Strange Things              | KDI-109             | Serie web                 |                      |
| 2017 | Missing 9                       | Choi Tae-ho         | 18 episodios              |                      |
| 2017 | Suspicious Partner              | Ji Eun-hyuk         | 40 episodios              | [ 40 ]               |
| 2018 | Exit                            | Do Kang-soo         | 4 episodios               |                      |
| 2018 | The Undateables                 | Dr. Choi Jun-soo    | 32 episodios              | [ 41 ] [ 42 ]        |
| 2021 | Entonces me casé con la antifan | Hoo Joon            | 16 episodios              | [ 43 ] [ 44 ]        |
| 2021 | The Man's Voice                 | Baek Tae-hwa        | 8 episodios               |                      |
| 2022 | Veinticinco, veintiuno          | Jung Ho-jin         | Aparición especial, 2 ep. | [ 45 ]               |
| 2023 | Island                          | Kang Chan-hee       | 2 episodios, 5 y 6        | [ 46 ]               |
| 2024 | Chaebol X Detective             | Ha Nam-soo          | episodios 9 y 10          | [ 39 ]               |
| 2024 | The Midnight Studio             | Choi Hoon           | Aparición especial        | [ 47 ] [ 48 ]        |
| 2024 | El negocio familiar             | Cha Tae-woong       | 36 episodios              | [ 49 ] [ 50 ] [ 51 ] |

### Películas
| Año  | Título          | Personaje     | Notas                                                    |
| ---- | --------------- | ------------- | -------------------------------------------------------- |
| 2011 | Pacemaker       | Min Yoon-ki   | Junto a Kim Myung-min, Ahn Sung-ki, Go Ara y Jo Hee-bong |
| 2016 | Eclipse         | Se-joon       | Junto a Moon Ga-young                                    |
| 2018 | Happy Together  | Bit Part      |                                                          |
| 2019 | Quantum Physics | Kim Jeong Min |                                                          |

### Apariciones en programas
| Año        | Programa                   | Notas                                                             | Ref.          |
| ---------- | -------------------------- | ----------------------------------------------------------------- | ------------- |
| 2007       | Radio Star                 | episodios 11 al 406                                               |               |
| 2015       | Wednesday Food Talk        | episodios 11 al 20                                                |               |
| 2015       | We Got Married             | episodios 341 al 363 - junto a Bomi                               |               |
| 2015       | Same Bed, Different Dreams | episodios 46                                                      |               |
| 2016       | Battle Trip                | junto a Lee Jong-hyun y Jung Joon-young                           | [ 52 ]        |
| 2016       | Happy Together             | episodio 441: "Close Friend Special" - junto a Zico               |               |
| 2016       | Celebrity Bromance         | junto a Zico                                                      |               |
| 2015, 2017 | Running Man                | episodios 230 y 343                                               |               |
| 2016-2017  | Hello Counselor            | presentador - episodios 288-339, 341 episodios 286-287 (invitado) | [ 54 ] [ 55 ] |
| 2022       | Six Sense 3                | invitado                                                          | [ 56 ]        |

### Videos Musicales
| Año  | Grupo               | Canción               | Notas                                                                                        | Ref.   |
| ---- | ------------------- | --------------------- | -------------------------------------------------------------------------------------------- | ------ |
| 2013 | Kara                | "Bye Bye Happy Days!" | apareció en el video                                                                         |        |
| 2017 | Urban Zakapa        | "When We Were Two"    | apareció en el video - junto a Lee Sung-kyung                                                | [ 57 ] |
| 2018 | Jo Hyun-Ah          | "After you"           | apareció en el video - junto a Cho Yi-hyun                                                   | [ 57 ] |
| 2019 | Doyoung & Rocoberry | "Don’t Say Goodbye"   | apareció en el video musical - junto a Roco, Lee Sung-kyung, Park Hwan-hee y Jang Hui-ryoung | [ 58 ] |

## Discografía

### Canciones
- Pop Star, para la banda sonora de Entonces me casé con la antifan (2018/2021).
- Bittersweet, para la banda sonora de Entonces me casé con la antifan (2018/2021).

## Premios y nominaciones
| Año  | Premio                     | Categoría                                                  | Series / Programa     | Resultado | Ref.   |
| ---- | -------------------------- | ---------------------------------------------------------- | --------------------- | --------- | ------ |
| 2014 | MBC Drama Awards           | Mejor actor revelación                                     | Mother's Garden       | Ganador   |        |
| 2014 | 2nd. Asia Rainbow TV Award | Mejor actor de reparto                                     | Ugly Alert            | Nominado  |        |
| 2015 | 2nd. Asia KBS Drama Awards | Mejor actor revelación                                     | All About My Mom      | Nominado  |        |
| 2015 | 2nd. Asia KBS Drama Awards | Mejor pareja (con Jo Bo-ah)                                | All About My Mom      | Nominado  |        |
| 2016 | KBS Entertainment Award    | Rookie Award in Talk Show                                  | Hello Counselor       | Ganador   | [ 59 ] |
| 2016 | MBC Drama Awards           | Premio a la excelencia, actor en drama special             | The Flower in Prison  | Nominado  |        |
| 2017 | Asia Artist Award          | New Wave Award                                             | The Flower in Prision | Ganador   | [ 60 ] |
| 2017 | MBC Drama Award            | Best Character                                             | Missing 9             | Ganador   | [ 61 ] |
| 2017 | SBS Drama Award            | Premio a la excelencia, actor en serie de miércoles-jueves | Suspicious Partner    | Nominado  |        |
| 2018 | 3rd Asia Artist Award      | Best Icon                                                  | Suspicious Partner    | Ganador   | [ 62 ] |
| 2024 | KBS Drama Award            | Mejor Actor Secundario                                     | Iron Family           | Ganador   | [ 63 ] |